# 2021年3月逝世人物列表
2021年逝世人物列表：1月 - 2月 - 3月 - 4月 - 5月 - 6月 - 7月 - 8月 - 9月 - 10月 - 11月 - 12月
2021年3月逝世人物列表，是用于汇总2021年3月期间逝世人物的列表。

## 依日期排序

### 31日
- 賀柏穎（小賀），28歲，臺灣歌手，樂團「謎路人」主唱，在高雄市愛河溺斃。[1]
- 徐红军，69岁，中国桥牌运动员。[2]
- 哈迪维诺托，72歲，印度尼西亞王子，日惹蘇丹哈孟古布沃諾十世之弟。[3]
- 糜若如，84岁，中国民族声乐教育家，中央民族大学原音乐系主任、教授。[4]u
- 卡邁勒·詹祖里（阿拉伯語：كمال الجنزورى），88岁，埃及政治人物，總理（1996年－1999年，2011年－2012年）。[5]
- 許水德，89歲，中華民國政治人物，前高雄市市長、臺北市市長、內政部部長、駐日代表、中國國民黨秘書長、考試院院長。[6]
- 李京文，89岁，中国经济学及管理学家、中国工程院院士、北京工业大学经济与管理学院教授。[7]
- 邝健全，89岁，中国妇产科医师，中山大学孙逸仙纪念医院原副院长。[8]
- 金福临，98岁，中国数学教育工作者，复旦大学图书馆原馆长。[9]
- 李·科林斯，32岁，英格兰足球运动员，自杀。[10]

### 30日
- 楊錦鴻，51歲，香港馬拉松的跑手，死於肺癌。[11]
- 孔德明，52岁，中國傳媒人物，海南广播电视总台党委书记兼台长、海南广播电影电视传媒集团有限公司董事长。[12]
- 黄建春，54岁，中国政治人物，原浙江省温州市瓯海区人大常委会副主任，自杀身亡。[13]
- 克萊爾·德拉·富恩特（英语：Claire dela Fuente），62歲，菲律賓歌手，心臟驟停而死。[14]
- 魏华林，71岁，中国保险经济学家，武汉大学教授。[15]
- 刘祖慈，81岁，中国作家，安徽文学院原院长。[16]
- 刘维华，88岁，中国政治人物，襄阳市政协原副主席。[17]
- 张正恩，95岁，中国东北抗日联军战士，中国最后一名苏联红军。[18]

### 29日
- 巴什基姆·菲诺，58岁，阿尔巴尼亚政治人物，总理（1997年），死于2019冠状病毒病。[19]
- 高其元，87岁，中国政治人物，解放军第二五二医院原副院长。[20]

### 28日
- 高木惠美（日語：高木 ゑみ），35歲，日本料理研究家，肺癌病逝。[21]
- 廖啟智，67歲，香港男演員，胃癌病逝。[22]
- 王存喜，77岁，中国数学教育工作者，北京师范大学数学科学学院副教授。[23]
- 迪迪埃·拉齐拉卡（法語：Didier Ratsiraka），84岁，马达加斯加政治人物，总统（1975年－1993年；1997年－2002年）。[24]
- 程璇，86岁，中国中共党史研究专家，中国人民大学副教授。[25]
- 鄭原涉（朝鲜语：춘천 강간살인 조작 사건），87歲，韓國冤獄犯，南韓經典電影《7號房的禮物》主角原型。[26]
- 边肇祺，87岁，中国模式识别领域专家，清华大学自动化系教授。[27]
- 张竞，92岁，中国政治人物，民革中央委员会原常委、新疆维吾尔自治区委员会原主委，新疆维吾尔自治区财政厅原副厅长。[28]
- 李鶴來（日語：イ・ハンネ），96歲，韓國退役軍人，原二戰日軍韓籍乙級戰犯，「同進会」會長，遭指控於泰國虐待戰俘而被判死刑，後改判20年徒刑，出獄後定居於日本，家中跌倒傷及頭部不治。[29]
- 陈勋，97岁，中国粤菜大师，粤点泰斗。[30]
- 司馬璐，本名馬義，101歲，中國史學家，前中國共產黨員，中國共產黨史專家，反共主义者。[31]

### 27日
- 彼得·凱爾納（英语：Petr Kellner），56歲，捷克首富，派富集團創辦人，墜機身亡。[32]
- 陆梅瑛，82岁，中国越剧演员，上海越剧院演员。[33]
- 李成仁，82岁，中国政治人物，中共中央对外联络部原副部长兼机关党委书记。[34]
- 辛春浩（韓語：신춘호），92歲，南韓企業家，「拉麵王」农心集团創辦人，病逝。[35][36][37]
- 夏斗寅，94岁，中国海商法学家，上海财经大学法学院教授。[38]
- 谢毓元，96岁，中国药物化学家、中国科学院上海药物研究所原所长。[39]
- 萧正辉，96岁，中国医院污水处理专家，北京市建筑设计研究院教授级高级工程师。[40]

### 26日
- 袁慧斌，53岁，中国政治人物，海南省委外办老干部工作处处长、一级调研员。[41]
- 納賓德拉·拉吉·喬希（英语：Nabindra Raj Joshi），57歲，尼泊爾政治人物，加德滿都副市長（1992年－1997年）、工業部長（2016年－2017年）、眾議院議員（2008年至今）。[42]
- 黄晏如，78岁，中国电影教育工作者，北京电影学院录音系原主任。[43]
- 哈西娜·莫因，79岁，巴基斯坦編劇。[44]
- 蒋立甫，83岁，中国古代文学研究专家，安徽师范大学文学院教授。[45]
- 张永绵，86岁，中国教育工作者，原无锡教育学院院长。[46]
- 郑乐民，95岁，中国无线电电子学家，北京大学教授。[47]
- 鮑比·布朗（英語：Bobby Brown），96歲，美國棒球運動員，前紐約洋基隊三壘手、曾任韓戰醫官，病逝。[48]
- 沈善炯，103岁，中国分子遗传学家、中国科学院院士。[49][50]

### 25日
- 肯瓦爾·納西爾（英语：Kanwal Naseer），73岁，巴基斯坦第一位女性新闻主播。[51]
- 贝特朗·塔维涅（法語：Bertrand Tavernier），79岁，法国电影导演。[52]
- 賴瑞·麥可莫特瑞（英语：Larry Jeff McMurtry），84歲，美國小說家、編劇、散文家、書商，辭世。[53]
- 杨景春，87岁，中国地理学家，北京大学教授。[54]
- 比爾·布洛克（英语：Bill Brock），90歲，美國政治人物，參議院議員（1971年－1977年）、共和黨全國委員會主席（1977－1981年）、美國貿易代表（1981年－1985年）、勞工部長（1985年－1987年）。[55]
- 胡廷泽，91岁，中国小儿外科学专家，四川大学华西医院教授。[56]
- 賴斯·阿賓，94歲，印尼軍事人物、中將，第二次聯合國緊急行動（英语：Second United Nations Emergency Force）司令部司令（1976年－1979年）、印尼駐馬來西亞、新加坡大使。[57]
- 朱世英，102岁，中国法学家，中国人民大学教授。[58]
- 贝芙莉·克莱瑞（英语：Beverly Cleary），104岁，美国儿童文学作家，代表作“汉修先生（英语：Henry Huggins (novel)）”系列和“雷梦拉（英语：Ramona (novel series)）”系列小说，曾获纽伯瑞儿童文学奖（1984年）、美国国家图书奖青年文学奖（1981年）。[59][60]

### 24日
- 丹尼尔·圭里尼（義大利語：Daniel Guerini），19岁，意大利足球运动员，效力于意甲球队拉齐奥，因车祸逝世。[61]
- 古賀稔彥（日語：古賀 稔彦），53歲，日本柔道運動員、教練，曾在1992年夏季奧林匹克運動會獲柔道金牌。[62]
- 赫苏斯·费尔南德斯·巴克罗（西班牙語：Jesús Fernández Vaquero），67歲，西班牙政治人物，卡斯蒂利亚-拉曼恰議會議長（2015年－2019年）、西班牙參議院議員（2019年至今）。[63]
- 哈姆丹·本·拉希德·阿勒馬克圖姆（英语：Hamdan bin Rashid Al Maktoum），75歲，阿拉伯聯合大公國政治人物、王子，副總理（1971年－1973年）、財政部長（1971年至今）、杜拜副埃米爾（2006年至今）。[64]
- 杰茜卡·沃尔特（英語：Jessica Walter），80岁，美国女演员。[65]
- 刘家鸣，85岁，中国现当代文学研究学者，南开大学教授。[66]
- 陈瑞阳，87岁，中国植物细胞遗传学家，南开大学教授。[67]
- 田中邦衛（日語：田中 邦衛），88歲，日本演員，代表作《追捕》（君よ憤怒の河を渉れ）、《來自北國》（北の国から）、《學校》（学校）。[68]
- 严永昌，91岁，中国政治人物，襄阳市人大常委会原副主任。[69]
- 贺捷，93岁，中国新闻工作者，《武汉晚报》原总编辑。[70]
- 符国道，94岁，中国政治人物，海口市政协原主席。[71]

### 23日
- 张少华，74岁，中国评剧和影视演员，代表作《我的醜娘》，死於慢性阻塞性肺病。[72]
- 格雷夫斯男爵托尼·格雷夫斯（英语：Tony Greaves, Baron Greaves），78歲，英國政治人物、貴族，英國上議院議員（2000年至今）。[73]
- 贾福林，80岁，中国政治人物，黑龙江省人民政府原副秘书长。[74]
- 张定奎，85岁，中国政治人物，原安顺地区行署常务副专员。[75]
- 喬治·席格（英语：George Segal），87歲，美國演員和音樂家，死於胃繞道手術的併發症。[76]
- 爱德蒙德·葛梯尔（英語：Edmund Gettier），93岁，美国哲学家，因提出“葛梯尔问题”而闻名。[77]
- 秦仲达，97岁，中国政治人物，原化学工业部部长（1982年－1989年）。[78]

### 22日
- 羅尚樺，26歲，中華民國空軍少校，駕駛F-5E戰鬥機殉職，原中尉追晉少校。[79]
- 閆擎，30歲，香港唱片騎師，香港電台第二台《騷動音樂》女DJ，猝死。[80]
- 蓋伊·布里斯·帕菲亞特·科拉斯（英语：Guy Brice Parfait Kolélas），61歲，剛果共和國總統候選人，死於COVID-19。[81]
- 第七代比特侯爵約翰·克里奇頓-斯圖爾特（英语：John Crichton-Stuart, 7th Marquess of Bute），62歲，蘇格蘭賽車手、貴族，曾為一級方程式賽車車手、勒芒24小时耐力赛冠軍（1988年）。[82]
- 尹明华，66岁，中國新聞工作者，复旦大学新闻学院原院长，原解放日报党委书记、总编辑，解放日报报业集团党委书记、社长[83]。
- 弗兰克·沃辛顿（英语：Frank Worthington），72岁，英格兰足球运动员，曾效力于莱斯特城等多家英格兰俱乐部，因病逝世。[84]
- 费振刚，85岁，中国文学史家，北京大学中文系主任（1995年－1999年）。[85]
- 艾爾金·貝勒（英語：Elgin Gay Baylor），86歲，美國籃球運動員，NBA50大球星、明尼亞波利斯湖人（現洛杉磯湖人）傳奇，病逝。[86]
- 俞樟根，88岁，中国竹编工艺大师，国家级非物质文化遗产代表性项目代表性传承人。[87]
- 齐文颖，90岁，中国历史学家，北京大学图书馆研究馆员。[88]
- 郭国甫，92岁，中国作家，江西省作家协会原副主席。[89]
- 彭士禄，96岁，中国核动力专家，中国核潜艇第一任总设计师，中国工程院资深院士。[90]
- 梁飞，104岁，中国老红军。[91]

### 21日
- 何塞·巴塞尔加（英语：José Baselga），61岁，西班牙肿瘤学家，阿斯利康肿瘤研发执行副总裁，肿瘤学家，美国癌症研究协会（AACR）前主席。[92]
- 王启厚，66岁，中国人民解放军大校，陕西省军区原政治部副主任。[93]
- 亚当·扎加耶夫斯基（波蘭語：Adam Zagajewski），75岁，波兰诗人，翻译家。[94]
- 曾祥芹，85岁，中国语文教育工作者，河南师范大学教授。[95]
- 袁宗堂，88岁，中国政治人物，原国家旅游局管理司司长、中国烹饪协会副会长。[96]
- 納瓦勒·薩達維（阿拉伯語：نوالالسعداوى），89岁，埃及作家，女性主義活动家。[97]
- 赵景邦，90岁，中国政治人物，原中国农业银行江苏省分行行长。[98]
- 丘文懿，94岁，中国政治人物，广西壮族自治区人大常委会副主任（1988年－1993年）。[99]
- 謝維銓，95歲，台灣醫生，台灣感染醫學之父。[100]

### 20日
- 理查德·門達尼（英语：Richard Mendani），53歲，巴布亞紐幾內亞政治人物，巴布亚新几内亚国民议会議員（2012年至今）。[101]
- 徐方启，67岁，中国旅日学者，近畿大学教授。[102]
- 彼得·洛里默（英語：Peter Patrick Lorimer），74岁，苏格兰足球运动员，曾效力列斯联。[103]
- 廖國男（英語：Peter Patrick Lorimer），76岁，台灣大氣科學及地球物理學家，中央研究院第25屆院士，美國加州大學洛杉磯分校傑出教授兼區域地球科學暨工程中心主任。[104]
- 黄志平，85岁，中国历史学家，湖南师范大学教授。[105]
- 湛根本，85岁，中国政治人物，武汉市政协原秘书长。[106]
- 乔洪弟，90岁，中国政治人物，天津音乐学院原党委副书记。[107]
- 刘汉儒，92岁，中国政治人物，中共宁波市委统战部原部长。[108]

### 19日
- 金道马（韓語：김도마），28歲，韓國歌手，韓國獨立樂隊Doma主唱，死因不明。[109]
- 白玉双，45岁，中国历史文化学者，内蒙古师范大学历史文化学院原院长。[110]
- 喬迪·科內特·塞拉（西班牙语：Jordi Cornet Serra），55歲，西班牙政治人物，巴塞隆納市議員（1995年－2010年）、加泰隆尼亞議會議員（2010年－2012年）、加泰隆尼亞議會第一秘書長（2010年－2012年）。[111]
- 史文惠，81岁，中国相声演员。[112]
- 张述圣，84岁，中国新闻工作者，中国民航报社原总编辑。[113]
- 黄肇炯，86岁，中国刑法学家，四川大学法学院教授。[114]
- 白琪·威爾遜（英語：Budge Wilson），93岁，加拿大儿童文学作家。[115]
- 黎允武，95岁，中国政治人物，原广西壮族自治区玉林地区行政公署专员。[116]
- 陈祥耀，98岁，中国古典诗词学者，福建师范大学教授。[117]

### 18日
- 吴建安，49岁，中国政治人物，上海理工大学出版印刷与艺术设计学院党委书记（2017年起）。[118]
- 奧林匹亞少校（葡萄牙語：Major Olímpio），58歲，巴西政治人物，聯邦參議院參議員（2019年至今）、眾議院議員（2015年－2019年）[119][120][121]。
- 杜向民，63岁，中国政治人物，长安大学党委书记（2013年－2019年），低血糖摔倒导致脑出血而死。[122]
- 韋恩·肯特·泰勒，65歲，美國商人，美國連鎖牛排店德州鲜切牛排創辦人兼行政總裁，因不堪COVID-19後遺症折磨，自殺身亡[123][124][125]。
- 任广智，82岁，中国话剧演员，上海话剧艺术中心一级演员。[126]
- 郑生全，88岁，中国政治人物，安徽省社会科学界联合会原副主席。[127]
- 滕纯，91岁，中国教育学家，原中央教育科学研究所副所长。[128]
- 薛浅翔，96岁，中国政治人物，石家庄市人民政府原副市长。[129]
- 路易斯·貝多亞·雷耶斯（西班牙语：Luis Bedoya Reyes），102歲，秘魯政治人物，利馬市長（1964年－1969年）、制憲議會議員（1978年－1980年）。[130][131]

### 17日
- 斯蒂芬·雅盖尔卡（英语：Stephen Jagielka），43岁，英國足球运动员，足球运动员的哥哥，曾效力于謝斯伯利等多支英格兰球队。[132]
- 約翰·馬古富利，61歲，坦尚尼亞政治人物，坦尚尼亞總統（2015年至今），因心脏病逝世。[133]
- 安東·格穆拉里（英语：Richard Mendani），70歲，摩爾多瓦將軍，參加過德涅斯特河沿岸战争。[134]
- 张文京，72岁，中国教育工作者，重庆师范大学特殊教育学院教授。[135]
- 王文成，72岁，中国政治人物，白城市人大常委会原副主任。[136]
- 黄芝香，74岁，中国潮剧表演艺术家。[137]
- 原正人（日語：原 正人），89歲，日本電影製作人，曾擔任大島渚《戰場上的聖誕快樂》、黑澤明《亂》等作品的製作人。[138]

### 16日
- 薩賓·施密茨（德語：Sabine Schmitz），51歲，德國賽車手、主持人，纽博格林24小时耐力赛冠軍（1996年、1997年）、頂級跑車秀主持人。[139]
- 周杰峰，75岁，中国书法家，南充市书法家协会终身荣誉主席。[140]
- 穆杜德·艾哈迈德，80歲，孟加拉政治人物，總理（1988年－1989年）、副總統（1989年－1990年）、國會議員（1979年－1982年，1986年－1996年，2001年－2006年）。[141]

### 15日
- 張誌軒，23歲，台灣模特兒，效力於凱渥，死因為主動脈剝離。[142]
- 郝玉金，50岁，中国政治人物，山东农业大学副校长。[143]
- 达尼埃尔·瓦谢（法語：Daniel Vachez），74岁，法国政治人物，国民议会议员（1997年－2002年）。[144]
- 堅偉度（英語：Ian Waddell），78歲，加拿大政治人物，加拿大國會下議院議員（1979年－1993年），卑詩省議會議員（1996年－2001年）。[145][146]
- 耶佛·哥圖（英語：Yaphet Kotto），81岁，美国演员。[147]
- 达尼埃尔·埃翁（法語：Daniel Eon），81岁，法国足球运动员。[148]
- 米歇尔·拉布罗（法語：Michel Rabreau），83岁，法国政治人物，国民议会议员（1968年－1978年）。[149]
- 大塚康生（日語：大塚 康生），89歲，日本動畫師，曾參與多部宮崎駿動畫電影的製作。[150]
- 黄渐鸿，90岁，中国军事人物，中国人民解放军中将，原沈阳军区副政治委员。[151]
- 冷延家，91岁，中国白蛉学专家，暨南大学教授。[152]
- 小斯蒂芬·比奇特尔（英語：Stephen Bechtel Jr.），95歲，美國企業家，比奇特尔公司共同所有人。[153]

### 14日
- 王相軍，30歲，中國大陸攝影家、網紅，長年拍攝西藏冰川，高處落水後溺水身亡。（遺體發現日期）[154]
- 尤洛吉歐·迪拉克魯茲（西班牙語：Frankie de la Cruz），37歲，多明尼加棒球投手，曾效力美國職棒、日本職棒及中華職棒統一7-ELEVEn獅等隊，因心臟病病逝。[155]
- 芝美奈子（日語：芝 美奈子），50歲，日本動畫師，曾負責《棋靈王》、《信蜂》角色設計。[156]
- 熊开华，81岁，中国古琴演奏家。[157]
- 讓·弗萊德曼（法语：Jean Frydman），95歲，法國抵抗運動戰士，歐洲1臺共同創辦人、蒙地卡羅電視台管理者。[158]
- 冯宗恺，100岁，中国抗日战争老兵。[159]
- 张昕，101岁，中国电影表演艺术家，北京电影学院原表演系副教授。[160]
- 秦忠，103岁，中国政治人物，原湖北省经委副主任。[161]

### 13日
- 黃民安，41歲，台灣演員，於嘉義縣民雄鄉舉辦的草草戲劇節演出後台猝逝。[162]
- 王福春，79岁，中国摄影家，著有《火车上的中国人》等。[163]
- 倪振春，80岁，中国竹笛演奏家，中央民族大学原音乐系主任。[164]
- 邱垂亮，83歲，台灣政治學者，曾任中華民國總統府國策顧問，病逝。[165]
- 鮑勃·沃爾克普（英语：Bob Walkup），84歲，美國政治人物，亞利桑那州土桑市長（1999年－2011年）。[166]
- 小野清子（日語：小野 清子），85歲，日本體操運動員、政治人物，參議院議員（1986年－2007年）、國家公安委員會委員長（2003年－2004年），死于2019冠狀病毒病。[167]
- 祝焘，87岁，中国花鸟画家。[168]
- 李树谦，91岁，中国政治人物，辽宁省文联原副主席。[169]
- 穆雷·沃克（英語：Murray Walker），97歲，英國賽車評論員，活躍於BBC體育、第四台。[170]

### 12日
- 周军，41岁，中国材料学家，华中科技大学武汉光电国家研究中心副主任。[171]
- 法蒂瑪·阿齊茲（英语：Fatima Aziz），47歲，阿富汗醫師、政治人物，人民院議員（2005年至今）。[172]
- 徐进，62岁，中国诗人，《文博》杂志原主编。[173]
- 李国成，70岁，中国政治人物，原隆昌县政协主席。[174]
- 古德威爾·茲韋利蒂尼·卡貝庫祖魯（英语：Goodwill Zwelithini kaBhekuzulu），72歲，南非王室，祖魯國王（1968年至今）。[175]
- 周又元，82岁，中国天体物理学家，中国科学院院士。[176]
- 周蕴时，82岁，中国计算机辅助几何设计专家，吉林大学数学学院教授。[177]
- 哈经雄，84岁，中国民族教育学家，中央民族大学校长（1992年－1999年）。[178]
- 陳騑騢，87岁，中国材料物理学家，大连理工大学教授。[179]
- 李如富，92岁，中国人，南京大屠杀幸存者。[180]
- 曹光彪，100歲，香港商人，港龍航空創辦人。[181]

### 11日
- 陈海春，65岁，中国公共管理学者，华中科技大学教授。[182]
- 彼得·W·霍爾（英语：Peter W. Hall），72歲，美國法學家，美國聯邦第二巡迴上訴法院法官（2004年至今）。[183]
- 郑云飞，88岁，中国政治人物，湖北省人大常委会副主任（1993年－1998年）、中共武汉市委书记（1987年－1991年）。[184]
- 张水良，89岁，中国历史学家，厦门大学教授。[185]
- 埃斯多·曼考夫斯基（英語：Isidore Mankofsky），89岁，美国电影摄影师。[186]
- 李济仁，90岁，中国中医师，皖南医学院终身教授。[187]

### 10日
- 胡伍生，55岁，中国测绘学家，东南大学交通学院教授。[188]
- 何轶良，70岁，中国计算数学家，哈尔滨工业大学教授。[189]
- 爱德华·阿列克谢耶夫（俄語：Эдуард Алексеев），83岁，苏联民族音乐学家。[190]
- 柳德米拉·利亚多娃（俄語：Людмила Лядова），95岁，俄罗斯作曲家，死于COVID-19。[191]
- 马昭宏，96岁，中国政治人物，南京市人大常委会主任（1988年－1993年）。[192]

### 9日
- 冯国庆，54岁，中国德语翻译家，死于COVID-19。[193]
- 拉菲特·胡索维奇，56歲，蒙特內哥羅政治人物，副總理（2012年－2020年）、不管部長（2009年－2012年）。[194]
- 冷成金，59岁，中国古代文学学者，中国人民大学文学院教授。[195]
- 仁青加，66岁，中国政治人物，青海省政协主席（2012年－2018年）。[196]
- 詹姆斯·莱文（英語：James Levine），77岁，美国指挥家、钢琴家。[197]
- 王亚瑾，88岁，中国法学家，中南财经政法大学副教授。[198]
- 约翰·波金霍尔（英語：John Polkinghorne），90岁，英国物理学家，神学家，作家。[199][200]
- 蒋毅，98岁，中国政治人物，中华全国总工会原副主席。[201]

### 8日
- 李知恩（韓語：이지은），51歲，韓國女演員，辭世。[202]
- 庫里亞納·阿齊斯，69歲，印尼政治人物，奧甘·科默林·烏魯縣县长（2015年至今）。[203]
- 李长枝，81岁，中国诗人。[204]
- 赵屏国，86岁，中国钢琴家，中央音乐学院教授。[205]
- 方焕启，93岁，中国政治人物，原浙江师范大学党委书记。[206]
- 常杰民，96岁，中国教育工作者，原黑龙江商学院党委书记。[207]

### 7日
- 拉爾斯·約蘭·彼得羅夫（英语：Lars Göran Petrov），49歲，瑞典歌手，癌症逝世。[208]
- 李军，53岁，中国企业人物，安信证券副总裁（2006年至今）。[209]
- 徐宏，57岁，中国外交官，驻荷兰大使（2019年－2020年）。[210]
- 钦貌拉，67岁，缅甸政治家、缅甸联邦议会民族院议员。因参与反对缅甸政变的抗议活动遭逮捕，随后被宣布死亡。[211]
- 奧利維耶·達梭（法语：Olivier Dassault），69歲，法國企業家、國會議員，達梭家族成員，因空難身亡。[212]
- 黄小薇，73岁，中国汉剧武旦演员。[213]
- 趙美寶，74岁，香港演員、監製、出品人、策劃、製片。[214][215]
- 樊继忠，80岁，中国作曲家，中国音乐家协会会员。[216]
- 大石又七（日語：大石 又七），87歲，日本漁民，1954年第五福龍丸事件受害者之一。[217]
- 德米特里·巴什基罗夫（俄語：Дмитрий  Башкиров），89岁，俄裔西班牙钢琴家。[218]
- 穆中魂，96岁，中国世界经济学者，吉林大学教授。[219]
- 蒋涛，99岁，中国政治人物，原上海市机电一局局长、上海市计划委员会副主任。[220]

### 6日
- 米基爾·米蘭達（西班牙語：Miguel Miranda），54岁，秘鲁足球运动员。[221]
- 李广生，68岁，中国企业家，广东省乒乓球协会副会长。[222]
- 迟尚斌，71岁，中国足球运动员、教练员，死於心肌梗塞。[223]
- 田平安，76岁，中国法学家，西南政法大学校长（1997年－2002年）。[224]
- 黄布凡，87岁，中国民族语言学家，中央民族大学教授。[225]
- 纳·赛西雅拉图，88岁，中国作家，内蒙古师范大学教授。[226]
- 阿都甘尼吉隆（英语：Abdul Ghani Gilong），88岁，马来西亚政治人物，让沙巴加入马来西亚的功臣之一，曾任沙巴事物与民防部长，司法部长，工程部长和交通部长。[227]
- 劳德维克·奥登司（荷蘭語：Lodewijk Ottens），94岁，荷兰工程师，卡式磁带和光碟的发明者。[228]

### 5日
- 莊凌芸，21歲，台灣女歌手，2018年參加電視選秀節目《聲林之王》出道，自殺墜樓身亡。[229][230][231]
- 于海龙（网名：泡泡龙），29岁，中国网红、美食博主，猝死。[232]
- 郭艳军，50岁，中国软件设计师，北京世纪旗云软件技术有限公司创始合伙人。[233]
- M. G. 喬治·穆特胡特，71歲，印度商人，穆特胡特集團（英语：The Muthoot Group）主席。[234]
- 陈大娜，73岁，中国政治人物，安徽省马鞍山市人民政府副市长（1993年－2003年）。[235]
- 穆罕默德·赛义德·萨哈夫（阿拉伯語：محمد سعيد الصحاف），80岁，伊拉克政治家，外交家，前外交部长（1992年 - 2001年）、新闻部长（2001年 - 2003年）。[236]
- 胡伯平，80岁，中国政治人物，武汉市东西湖区政协原主席。[237]
- 龚立人，83岁，中国政治人物，原国家体委射击射箭运动管理中心主任。[238]
- 仓修良，88岁，中国方志学家，浙江大学历史学系教授。[239]
- 沈祖安，92岁，中国越剧编剧。[240]

### 4日
- 摩西·麦考密克（英語：Moses McCormick），39岁，美国Youtuber。[241]
- 約翰尼斯·科特（英语：Johannes Kert），61歲，愛沙尼亞軍事人物，愛沙尼亞國防軍司令（1996年－2000年）。[242]
- 马拉特·塔拉索夫（俄語：Марат Тарасов），90岁，俄罗斯诗人，俄罗斯联邦功勋文化工作者。[243]
- 蕭火綿，91歲，台灣企業家，三福集團總裁。[244]
- 张磐，91岁，中国政治人物，国务院发展研究中心原副主任。[245]
- 孙慎，105岁，中国作曲家，中国音乐家协会原副主席。[246]

### 3日
- 鄧家希，19岁，缅甸华人，枪杀身亡。[247]
- 王创新，54岁，中国防疫工作者，济南市历城区疾病预防控制中心原主任。[248][249]
- 陳明台，73歲，台灣詩人，代表作《孤獨的位置》、《遙遠的鄉愁》。[250]
- 高鸿滨，89岁，中国政治人物，原天津市化学工业局党委书记。[251]
- 托馬斯·阿爾塔米拉諾·杜克（英语：Tomas Altamirano Duque），93歲，巴拿馬政治人物，副總統（1994年－1999年）。[252]
- 张晖，100岁，中国政治人物，内蒙古自治区民政局副局长（1973年－1978年），王再天夫人。[253]

### 2日
- 唐奕聰，57歲，香港音樂創作人、編曲家、唱片監製、鍵盤手。太極樂隊成員。心臟病發瘁逝。[254]
- 邦尼·維勒（英语：Bunny Wailer），73歲，牙買加雷鬼音樂創作歌手、打擊樂演奏家。[255]
- 清水勳（日語：清水 勲），81岁，日本漫画与讽刺画研究家。[256]
- 王复华，82岁，中国航空工业人物，原中国航空工业第609研究所所长。[257]
- 黄建生，86岁，中国政治人物，江西省萍乡市人民检察院原检察长。[258]
- 薛敦松，86岁，中国石油机械工程专家，中国石油大学（北京）教授。[259]
- 姚毅刚，93岁，中国画家，南京师范大学美术学院副教授。[260]
- 佐藤誼（日語：佐藤 誼），93岁，日本政治人物，众议院议员（1979年－1986年）。[261]
- 许志龙，94岁，中国政治人物，原岳阳市农委主任。[262]
- 周毓麟，98岁，中国数学家，中国科学院院士。[263]
- 郄晋武，100岁，中国军事人物，西藏军区司令员（1973年－1978年）。[264]

### 1日
- 麥可·沃爾夫·史奈德（英語：Michael Wolf Snyder），35歲，美國混音師，知名作品如，自殺身亡。[265]
- 兹拉特科·克拉尼恰尔，64岁，克羅埃西亞足球運動員、教練，曾執教克羅埃西亞國家足球隊、蒙特內哥羅國家足球隊、沙巴罕體育會。[266]
- 邱明才，76岁，中国内分泌学家，天津医科大学总医院终身教授。[267]
- 阿纳托利·兹连科（烏克蘭語：Анатолій Зленко），82岁，乌克兰外交官，前外交部长。（讣闻公开日期）[268]
- 刘仁通，91岁，中国画家，江苏省世博诗书画院副院长。[269]
- 王景清，94岁，中國退役軍人，李讷丈夫、毛泽东卫士、原昆明军区怒江军分区参谋长。[270]
- 蔡丽华，95岁，中国人，南京大屠杀幸存者。[271]
- 篠田桃紅（日語：篠田 桃紅），107歲，日本美術家、版畫家、散文家。[272]